# ششتانی

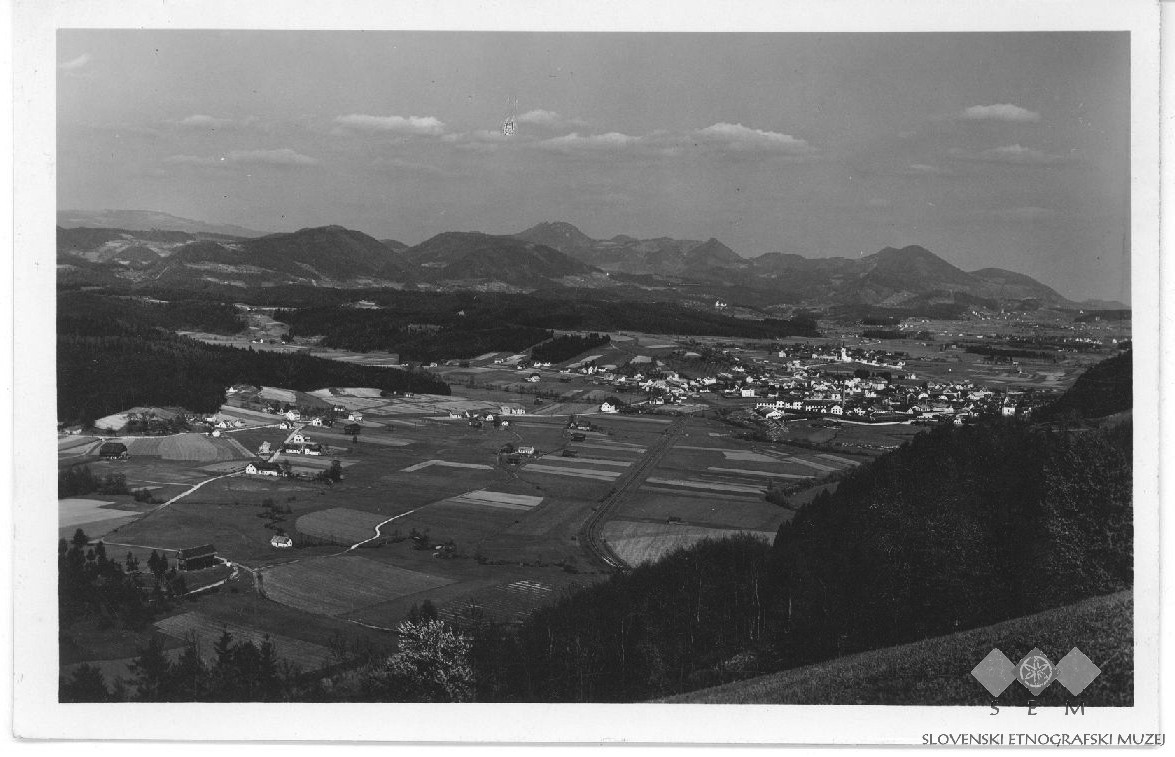
تصویری از این شهر

ششتانی (به اسلوونیایی: Šaleška dolina)  در اسلوونی با جمعیت ۲٬۹۳۳ نفر است که در Municipality of Šoštanj واقع شده‌است.